# Ștefan Popescu (football)
Pour les articles homonymes, voir Ștefan Popescu et Popescu.
Ştefan Adrian Popescu, né le 5 mai 1993 à Iași, est un footballeur roumain. Il joue actuellement au poste d'arrière gauche à l'US Salernitana.